# American Shorthair
Die American Shorthair stammt vermutlich von den Vorgängern der heutigen Britisch Kurzhaar ab, die von den britischen Siedlern nach Nordamerika gebracht worden sind.

## Geschichte
Die englischen Siedler, die nach Nordamerika auswanderten, nahmen Katzen mit auf die Schiffe, um ihre wertvolle Fracht vor Mäusen und Ratten zu schützen. Die meisten dieser Katzen siedelten sich in der neuen Welt an und entwickelten spezielle Eigenschaften, die ihnen halfen, mit ihrem neuen Leben, insbesondere mit dem Klima, zurechtzukommen. Im frühen 20. Jahrhundert wurden Zuchtprogramme aufgelegt, um die Vorzüge dieser Katzen herauszuarbeiten. Ursprünglich wurde die Rasse als "Domestic Shorthair" (Hauskatze) bezeichnet, 1966 aber in "American Shorthair" umbenannt, um ihren amerikanischen Charakter von anderen Rassen zu unterscheiden. Außerdem sollte sie so von den Straßen-Katzen abgehoben werden.

## Aussehen
Die American Shorthair ist eine sehr athletische Katze, die einen größeren, schlankeren und kraftvolleren Körper als ihre Verwandte, die British Shorthair, hat. Sie ist mittelgroß bis groß, stark und muskulös, nicht zu kompakt, sondern geschmeidig. Der Brustkorb ist rund und gut entwickelt. Die Beine sind stark, kräftig, mittellang und enden in festen, runden Pfoten. Der mittellange Schwanz hat einen breiten Ansatz und endet, sich verjüngend, in einer runden Spitze. Der breite Schädel macht einen runden Eindruck und ist etwas länger als breit. Die Nase ist breit und mittellang. Das Profil ist konkav, ein leichter Stop ist vorhanden. Die Schnauze ist massiv und kantig. Der Hals ist muskulös und kräftig. Die Ohren sind mittelgroß und aufrecht mit leicht gerundeten Spitzen. Der Ohrabstand ist eher gering. Die runden Augen stehen weit auseinander und sind leicht schräg gesetzt. Bei silbernen Tieren ist die Augenfarbe grün, bei schwarzen Tieren golden. Das Fell ist kurz, dicht, fest und glänzend. Bei manchen Organisationen sind alle Farben erlaubt, bei anderen nicht.

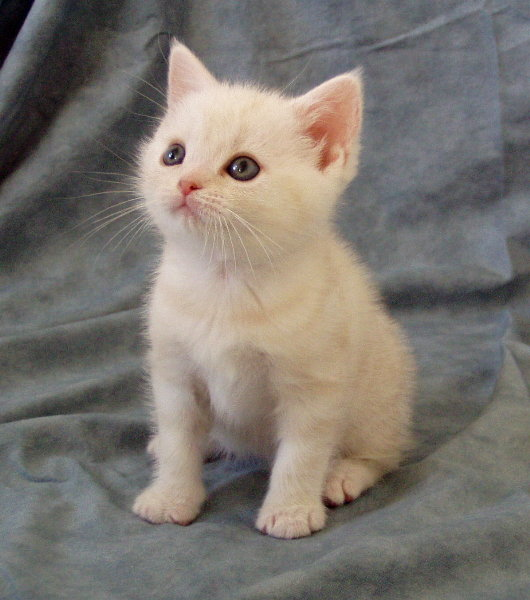
6 Wochen alte American Shorthair, Creme Silber Tabby

## Nahrung
Die American Shorthair frisst gleichermaßen Nass- und Trockenfutter.

## Charakter
Die American Shorthair ist auf Ausstellungen eine leicht handhabbare Katze.
Sie ist eine freundliche Katze und eignet sich somit sehr gut als Familienkatze.

## Gesundheit
Wie bei vielen anderen Rassen auch ist HCM bei der American Shorthair vorhanden und sollte getestet werden.